# Dacia 500 Lăstun
Dacia 500 Lăstun – mikrosamochód produkowany był w latach 1988–1991 w rumuńskiej Timișoarze.

## Historia i opis modelu
Produkcja ruszyła w 1988 roku w zakładach Tehnometal Timișoara. Samochód napędzany był dwucylindrowym silnikiem chłodzonym powietrzem o pojemności 499 cm³ i mocy 22,5 KM. Dacia 500 Lăstun rozpędzała się do 106 km/h, zużywając przy tym 3,3 l benzyny na 100 km. Nadwozie zostało wykonane z włókna szklanego. Cieszył się niewielkim powodzeniem. W 1989 roku zaprezentowano prototyp, który charakteryzował się dłuższym nadwoziem. Łącznie wykonano 6532 egzemplarze.

## Dane techniczne

### Silnik
- R2 0,5 l (499 cm³), 2 zawory na cylinder, OHC[3][4]
- Średnica × skok tłoka: 74,00 mm × 58,00 mm
- Stopień sprężania: 9,0:1
- Moc maksymalna: 22,5 KM (17 kW) przy 5500 obr./min
- Maksymalny moment obrotowy: 34,5 N•m przy 3500 obr./min

### Osiągi
- Przyspieszenie 0-100 km/h: 26 s
- Prędkość maksymalna: 106 km/h
- Spalanie: 3,3 l na 100 km